# 紐敦 (伊利諾伊州弗米利恩縣)
紐敦（英語：Newtown）是位於美國伊利諾伊州弗米利恩縣的一個非建制地區。該地的面積和人口皆未知。

## 地理
紐敦的座標為40°10′02″N 87°46′09″W / 40.16722°N 87.76917°W，而該地的平均海拔高度為222米（即728英尺）。